# Artabotrys velutinus
Artabotrys velutinus este o specie de plante angiosperme din genul Artabotrys, familia Annonaceae, descrisă de G. Elliot. Conține o singură subspecie: A. v. sphaerocarpus.